# Torrubiella siamensis
Torrubiella siamensis är en svampart som beskrevs av Hywel-Jones 1995. Torrubiella siamensis ingår i släktet Torrubiella och familjen Cordycipitaceae.   Inga underarter finns listade i Catalogue of Life.